# Josep Maria Torras Homet
Josep Maria Torras Homet   (Barcelona, 29 de gener de 1926 - Sant Cugat del Vallès, 6 de maig de 2020)' va ser un escalador, espeleòleg, esquiador i atleta català.

## Biografia
Fou un pioner en el món de l'espeleologia i l'escalada, i també ho fou de l'esquí i del trailrunning. Des de la dècada de 1940, feu nombroses escalades clàssiques, obri més de cent vies, feu cent cinquanta-sis escalades a la Castellassa de Can Torres, a Sant Llorenç de Munt, quatre-centes ascensions a tresmil pirinencs, entre les quals a l'Aneto quaranta-dues vegades. A més, com a atleta, realitzà vint-i-set maratons i quaranta-una curses de muntanya de cent quilòmetres.
Durant la seva llarga trajectòria aconseguí també haver pujat als cinquanta sostres provincials de l'Estat Espanyol i els quaranta-u sostres comarcals del principat. Va realitzat nou vegades el camí de Sant Jaume sortint de diferents llocs. Va participar en centenars de marxes i curses populars, sent els últims anys molts cops el participant més gran. Acompanyat habitualment de Joan Nubiola, a Sant Llorenç del Munt i Montserrat, obriren la via a l'agulla de la Figuereta el 1951. Després d'assistir a un curs el 1944, impartit pel mític Jordi Panyella Renom, conegut com el «Pany», uns anys després, el 1945, ingressà com a membre del Centre Acadèmic d'Escalada (CADE), i el 1960, al Grup d'Alta Muntanya (GAM). Obrí nombroses vies, conegudes com a Torras-Nubiola, entre les quals destaca l'ascensió a la xemeneia de Sant Jeroni el 1950. El 1978, juntament amb Nubiola i Josep Barberà i Suqué, fundà el Grup Cavall Bernat.
Pel que fa a l'espeleologia, s'inicià al Club Muntanyenc de Terrassa el 1948, i explorà sobretot el massís de Garraf, del qual destaca la via Torras-Balart de l'avenc de la Ferla el 1955, i els Pouetons de les Agulles el 1956. Dirigí les exploracions a l'avenc de l'Esquerrà entre els anys 1953 i 1956, i el 1977 formà part de l'expedició a l'illa de Sumatra. Va escriure desenes de ressenyes i articles relacionats sempre amb la muntanya i va participar en l'elaboració de manuals d'espeleologia, escrivint centenars d'articles en revistes especialitzades i en els butlletins dels centres d'on era soci. En qualsevol d'aquests àmbits va ser una referència. Aportà innovacions tècniques que publicà a Speleon el 1957. És autor de l'apartat ‘‘Espeleologia’’ del llibre Història de l'excursionisme, publicat el 1965. El 2019 fou guardonat amb l'Ensenya d'Or atorgada per la Federació d'Entitats Excursionistes de Catalunya (FEEC).
El 1954, al Club Muntanyenc de Terrassa, va conèixer l'Anna M. Pallejà, la seva parella durant seixanta-sis anys, amb qui va tenir tres fills, David, Judith i Eva. El 1949 es mereix un lloc en la història de l'antifranquisme, en els moments més durs de la dictadura, juntament amb Joan Nubiola, va penjar una senyera enorme a l'agulla de la Mòmia de Montserrat, motiu pel qual fou expulsat del CADE.